# Вільямайор-де-Тревіньйо
Вільямайор-де-Тревіньйо (ісп. Villamayor de Treviño) — муніципалітет в Іспанії, у складі автономної спільноти Кастилія-і-Леон, у провінції Бургос. Населення — 101 особа (2010).
Муніципалітет розташований на відстані близько 230 км на північ від Мадрида, 37 км на захід від Бургоса.

## Демографія
Динаміка населення (INE ):